# Benny Moré
Pour les articles homonymes, voir More.
Maximiliano Bartolomé Moré Gutiérrez, connu sous le nom d'artiste de Benny Moré ou Beny Moré, né le 24 août 1919 à Lajas (Province de Cienfuegos) et mort le 19 février 1963 à La Havane, est un chanteur et compositeur cubain, fréquemment considéré comme le plus grand interprète de musique cubaine.

## Biographie
Il naît le 24 août 1919 à 7 h dans le quartier de Pueblo Nuevo, à 32 km au sud de la ville de Lajas à 10 km au nord-est de la ville de Cienfuegos.
Il est le fils de Silvestre Gutiérrez et Virginia Benítez Moré, mais ses parents ne l'ayant pas reconnu, c'est sa grand-mère maternelle, Patricia Moré, qui l'élève dans un milieu très défavorisé. Son arrière-arrière-grand-père maternel, Gundo, serait un descendant du roi d'une tribu congolaise qui a été capturé à l'âge de neuf ans par des marchands d'esclaves et vendu à un propriétaire de plantation cubain, Ramón Paredes.
Âgé d'à peine 12 ans, il compose sa première œuvre musicale, connue sous le nom de El Bardo ou El Desdichado, sans avoir suivi d'études musicales.
À l'âge de 17 ans, il s'installe à La Havane, où il se consacre à chanter aux portes des bars avec son ami Anselmo, en plus de laver des voitures, de porter des paniers sur les marchés et de faire des courses.
Improvisateur virtuose, il est doué d'un sens musical inné et d'une voix de ténor qui sait colorer son expression musicale. Il maîtrise à la perfection tous les genres musicaux cubains, et plus particulièrement le son cubain, le mambo (il est surnommé le « Barbare du Mambo »), et le boléro.
En 1944, il est amené à remplacer Miguel Matamoros au chant dans le Conjunto Matamoros. En 1953, il forme son propre orchestre, La Banda Gigante.
Pour Benny, l'œuvre qui lui a donné la plus grande satisfaction est Bonito y Sabroso, et il a toujours dit que sa plus grande joie en tant que compositeur était que le public danse sur sa musique,.
Souffrant d'alcoolisme, il meurt d'une cirrhose à 46 ans. Plusieurs milliers de personnes assistent à ses funérailles.

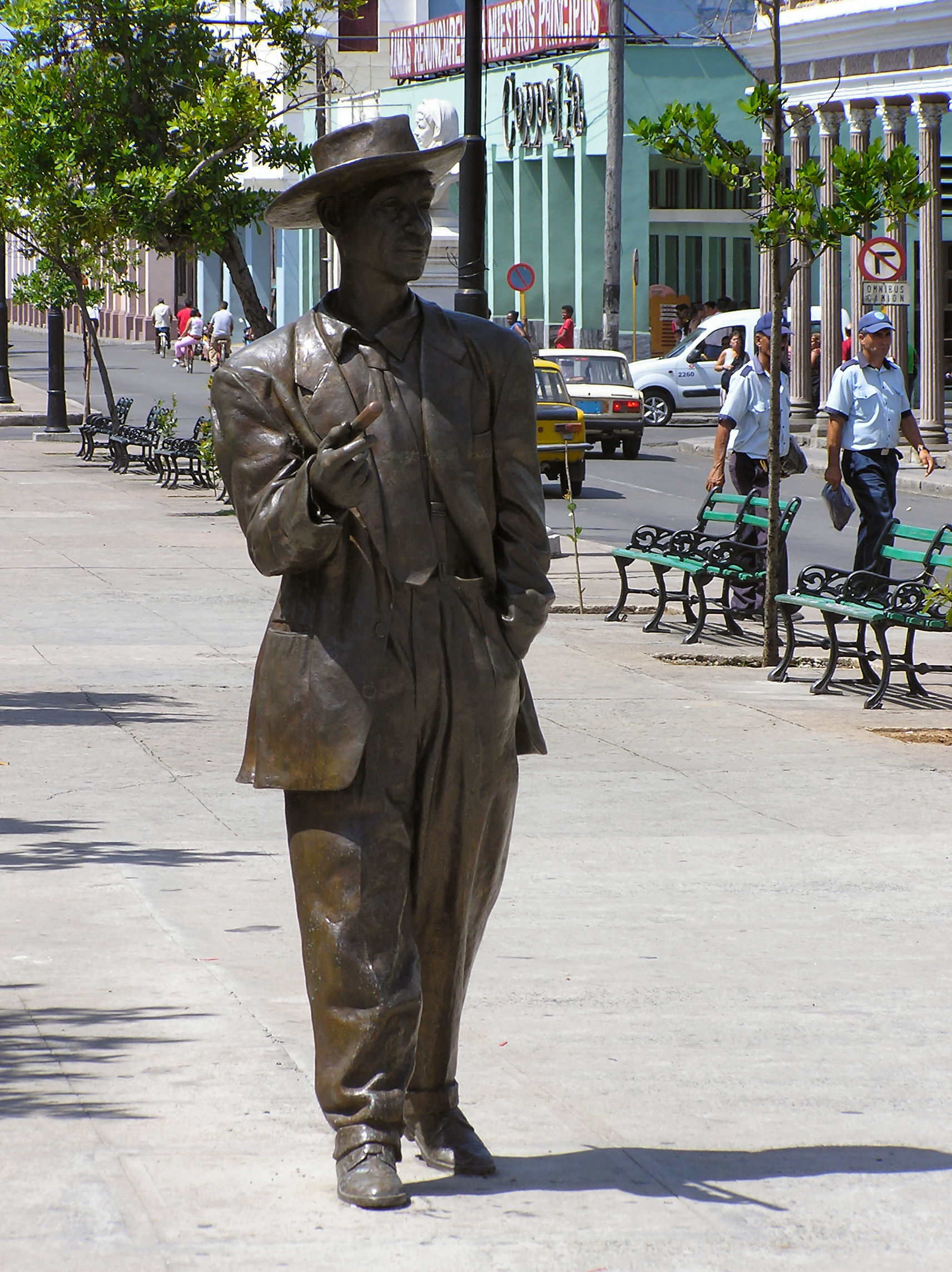
Effigie de Benny Morè dans une rue de Cienfuegos à Cuba

## Postérité
Tous les ans un festival cubain qui porte son nom a lieu en septembre à Cienfuegos. De nombreuses chansons à la gloire de la musique cubaine mentionnent son nom. Dans la capitale cubaine (La Havane) un club de salsa porte son nom.
En 2006, un film intitulé El Benny sorti à Cuba a déplacé les foules. Y apparaissent Chucho Valdés, Juan Formell et Orishas.
En 2008, l'écrivaine cubaine Daína Chaviano lui rend hommage en l'incorporant comme personnage dans son roman L'île des amours éternelles. La musique joue dans ce roman un rôle clé : chaque chapitre du roman porte le nom d'un boléro. Apparaissent également des figures emblématiques de l'histoire de la musique cubaine, comme Rita Montaner, Ernesto Lecuona, La Lupe, Benny Moré, Fredesvinda García Valdés (plus connu sous son nom d'artiste Freddy) et Joaquín Nin.
À la Bibliothèque nationale de musique du Mexique, une plaque commémorative lui est dédiée.

## Parmi ses compositions
- Bonito y sabroso, mambo
- Santa Isabel de Las Lajas, son montuno
- Qué bueno baila usted, son montuno
- Asì es la humanidad (1953), mambo
- Vertiente Camaguey, son
- Cienfuegos, guajira
- Se te cayó el tabaco, guaracha
- Locas por el mambo, mambo
- Conocí la paz, bolero
- Dolor y perdón, bolero
- Mi amor fugaz, bolero
- No te atrevas, bolero
- De la rumba al cha-cha-chá, guaguancó, cha cha chá
- Rumberos de ayer, rumba
- Cinturita, mambo
- Dolor Karabaly, mambo
- Francisco Guayabal, son montuno
- Yiri yiri bon, guaracha, mambo
- A mi padre, bolero
- Camarera de mi amor, bolero, mambo

## Discographie
- Grabaciones Completas 1953-1960. Coffret de 4 CD avec livret et paroles de toutes les chansons.
- 1971 - Beny Moré, DICAP (Discoteca del Cantar Popular)
- 1992 - Beny Moré, de verdad, EGREM
- 1994 - Beny Moré en vivo, RTV Comercial/Discmedi
- 2001 - Beny Moré & Pérez Prado (2 CD), Orfeón Records
- 2004 - Bárbaro del Ritmo (1948-1950), Tumbao Cuban Clasix
- 2019 - Remix for Beny (Compilación de Remix de Djs de Mundo tributo al Centenario de Beny Moré),Guámpara Music